# Indoreonectes rajeevi
Indoreonectes rajeevi je sladkovodní ryba z čeledi Nemacheilidae. První zmínka o tomto druhu pochází z článku indických vědců.

## Popis
Zbarvení těla ryby je zlatožluté s oranžově zbarvenými nepravidelnými svislými pruhy. Hlava je dorzálně posetá tmavě hnědými skvrnami. Pod očima a na tvářích se skvrny nevyskytují. Na bázi prvního paprsku hřbetní ploutve se nalézá tmavě hnědá až černá skvrna. Prsní, břišní a anální ploutve jsou bezbarvé. Ocasní ploutev je průhledná, ale nalézají se na ní 3–4 řady tmavě hnědých skvrn. Indoreonectes rajeevi se od příbuzných druhů odlišuje především delšími vousy vyskytujícími se na horní čelisti, které dosahují zadního okraje oka, dále má nápadné černé znaky na spodním rtu a postrádá hrbol za šíjí.

## Výskyt
Vyskytuje se v pomalu proudících tocích s balvany, oblázky a bahnem jako hlavním substrátem. V současné době je známa jediná populace vyskytující se ve východním přítoku řeky Krišna v Indii.